# Terra da Concórdia

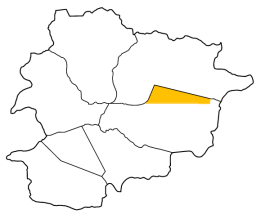
Disputa da Terra da Concórdia(a amarelo) em Andorra.

A Terra da Concórdia (em catalão:  Terreny de Concòrdia) é um território historicamente disputado pelas paróquias andorranas de Canillo e Encamp.
Está localizado entre o vale do alto Valira, da paróquia de Canillo, e o vale dos Cortais e o grau Roig do circo de Envalira, da paróquia de Encamp. A superfície total da terra disputada é de 15,6 km². O pico mais alto é a Tossa de Encampadana, com uma altitude de 2 476 metros.

## Origem do conflito
A importância de ter boas pastagens levou a conflitos entre os vizinhos das duas paróquias desde 1672. Um acordo declarou a terra comum e não explorada, e a terra foi marcada com um conjunto de cruzamentos de termos.
O conflito se intensificou, pois o terreno é adequado para uma extensão das pistas de esqui de Soldeu-el Tarter, pertencente a Canillo, e Pas de la Casa-Grau Roig, correspondente a Encamp. Após uma série de disputas judiciais, uma decisão em novembro de 2000 finalmente concedeu a propriedade à Paróquia de Encamp, apesar da condição tradicional de terrenos não divididos.
Apesar da decisão do tribunal, as disputas não terminaram. As duas estações de esqui se uniram para formar a chamada Grandvalira, mas a empresa operadora na seção Pas de la Casa-Grau Roig entende que a Terra da Concórdia está dentro de sua concessão. O comú de Encamp sustenta que nenhuma concessão é possível antes da sentença e o comú de Canillo sustenta que a condição de terra não dividida não permite uma concessão para exploração privada.